# Раміприл

## Форма випуску
Таблетки.

## Фармакотерапевтична група
Інгібітори ангіотензинперетворюючого ферменту.

## Фармакодинаміка
Раміприл пригнічує активність ангіотензинперетворюючого ферменту (АПФ, кініназа II), викликаючи розширення судин та зниження артеріального тиску. Пригнічення активності АПФ супроводжується підвищенням активності реніну у плазмі крові, знижує рівень ангіотензину II та альдостерону. Антигіпертензивний ефект реєструється через 1-2 год після застосування препарату, максимальний ефект розвивається протягом 3-6 год і триває не менше 24 год. При вираженій недіабетичній або діабетичній нефропатії раміприл уповільнює прогресування порушень функції нирок та розвитку кінцевих стадій ниркової недостатності, при яких потрібна трансплантація нирки або діаліз. У хворих, з ризиком недіабетичної або діабетичної нефропатії раміприл знижує рівень альбумінурії.

## Фармакокінетика
Раміприл швидко абсорбується із шлунково-кишкового тракту (не менше 50-60 % введеної дози) і максимальна його концентрація в плазмі крові досягається протягом однієї години. Раміприл майже повністю метаболізується (в основному – в печінці) з утворенням активних та неактивних продуктів. Його активний метаболіт – раміприлат, який приблизно в 6 разів активніший, ніж раміприл. Максимальна концентрація його в плазмі крові досягається через 2-4 год. Серед відомих неактивних метаболітів – дикетопіперазиновий ефір, дикетопіперазинова кислота, а також глюкуроніди раміприлу та раміприлату. Зв’язування раміприлу та раміприлату з білками крові становить майже 73 % та 56 % відповідно. В умовах застосування звичайних доз (один раз на добу) рівноважна концентрація препарату в плазмі крові досягається на 4-й день застосування препарату. Після застосування 60 % дози виводиться із сечею (в основному у формі метаболітів), а приблизно 40 % - з калом. Майже 2 % введеної дози виділяється із сечею в незміненому вигляді.

## Показання для застосування
•                    Артеріальна гіпертензія.
•                    Застійна серцева недостатність (у складі комбінованої терапії).
•                    Серцева недостатність після гострого інфаркту міокарда у хворих зі стабільною гемодинамікою.
•                    Виражена діабетична або недіабетична нефропатія, а також її початкові стадії.
•                    Профілактика порушень кровообігу міокарда та головного мозку – інфаркту міокарда, інсульту або загрози смерті від серцево-судинних порушень.

## Спосіб застосування та дози
Таблетки слід ковтати цілими, не розжовуючи, запиваючи великою кількістю рідини (приблизно одна склянка). Таблетки можна приймати незалежно від часу прийому їжі.
Артеріальна гіпертензія: рекомендована початкова доза – 2,5 мг один раз на добу (одна таблетка 2,5 мг). Залежно від стану хворого, добову дозу можна подвоювати кожні 2-3 тижні. Звичайна підтримуюча доза становить 2,5-5 мг на добу (одна таблетка 2,5 мг або 5 мг). Максимальна добова доза становить – 10 мг.
Якщо для лікування хворого потрібні дози вище 5 мг, замість подальшого збільшення дози Хартилу слід розглянути можливість його поєднання з іншими антигіпертензивними засобами, наприклад діуретиками або блокаторами кальцієвих каналів.
Застійна серцева недостатність: початкова доза, що рекомендується – 1,25 мг один раз на добу ( одна таблетка 1,25 мг). Залежно від терапевтичного ефекту, добову дозу можна збільшити, подвоюючи її кожні 2-3 тижні. Максимальна добова доза не повинна перевищувати 10 мг.
Серцева недостатність після гострого інфаркту міокарда. Застосування препарату рекомендується розпочати на 2-й – 9-й день після інфаркту міокарда. Початкова доза становить 1,25 мг – 2,5 мг два рази на добу (одна таблетка 1,25 мг або 2,5 мг ). Залежно від терапевтичного ефекту, початкову дозу можна подвоїти до 2,5 мг – 5 мг (одна таблетка 2,5 мг або 5 мг ) два рази на добу. Максимальна добова доза не повинна перевищувати 10 мг.
Виражена недіабетична або діабетична нефропатія, а також її початкові стадії: рекомендована початкова доза – 1,25 мг один раз на добу (одна таблетка 1,25 мг). Залежно від терапевтичного ефекту, дозу можна збільшити, подвоюючи добову дозу кожні 2-3 тижні.
Рекомендована максимальна добова доза становить 5 мг.
Профілактика порушень кровообігу міокарда та головного мозку – інфаркту міокарда, інсульту або загрози смерті від серцево-судинних порушень. Початкова доза – 2,5 мг один раз на добу (одна таблетка 2,5 мг). Залежно від переносимості препарату, через один тиждень прийому добову дозу слід підвищити вдвоє (одна таблетка 5 мг). Цю дозу слід знову подвоїти після 3 тижнів прийому. Підтримуюча рекомендована доза – 10 мг один раз на добу (одна таблетка 10 мг або дві – 5 мг).
Літні хворі. Застосування цього препарату у літніх хворих, які приймають діуретики та/або хворіють на серцеву недостатність, а також з порушеннями функції печінки або нирок, потребує особливої уваги. Дозування слід встановлювати індивідуально залежно від реакції на препарат.
Хворі з нирковою недостатністю. При помірному зниженні функції нирок (кліренс креатиніну від 20 до 50 мл/хв. в розрахунку на 1.73 м2 поверхні тіла) початкова доза становить 1,25 мг один раз на добу (одна таблетка 1,25 мг). Максимальна добова доза не повинна перевищувати 5 мг. Якщо кліренс креатиніну не виміряний, його можна обчислити за рівнем креатиніну сироватки крові із застосуванням рівняння Кокрофта (Cockroft):
Для чоловіків. Кліренс креатиніну (мл/хв.) = [маса тіла в кг х (140 – вік)/72 х креатинін сироватки крові (мг/дл)].
Для жінок. Результат обчислення помножити на 0,85.
Хворі з порушенням функції печінки. На ранніх стадіях лікування Хартилом хворі з порушенням функції печінки потребують ретельного медичного спостереження. Максимальна добова доза в таких випадках не повинна перевищувати 2,5 мг.
У хворих, які отримують діуретичну терапію, слід розглянути можливість тимчасової відміни або хоча б зниження дози діуретиків не менше ніж за 2-3 доби (або більший термін, залежно від тривалості дії діуретиків) до початку застосування Хартилу. Для хворих, які нещодавно отримували діуретики, звичайна початкова доза становить 1,25 мг (одна таблетка 1,25 мг).
Якщо у пацієнта не були достатньою мірою усунені порушення водно-електролітного балансу, а також при тяжкій гіпертензії та у випадках, коли значне зниження артеріального тиску може завдати шкоди (наприклад, при стенозі коронарних або мозкових артерій), слід надати перевагу нижчим початковим дозам, наприклад 1,25 мг на добу.

## Побічна дія
З боку серцево-судинної системи і крові: гіпотензія, стенокардія, синкопе, серцева недостатність, інфаркт міокарда, вертиго, біль у грудній клітці; дуже рідко – аритмія, прискорене серцебиття, гемолітична анемія, мієлодепресія, панцитопенія, тромбоцитопенія, еозинофілія, агранулоцитоз; васкуліт.
З боку органів шлунково-кишкового тракту: нудота, блювання, діарея; дуже рідко – сухість у роті, анорексія, диспепсія, дисфагія, запор, біль у животі, гастроентерит, панкреатит, гепатит, порушення функції печінки, зміна рівня трансаміназ.
З боку нервової системи та органів чуття: запаморочення, головний біль, астенія; дуже рідко – цереброваскулярні порушення, амнезія, сонливість, судоми, депресія, розлади сну, невралгія, нейропатія, парестезія, тремор, зниження слуху, порушення зору.
З боку дихальної системи: сухий кашель, інфекційні захворювання верхніх дихальних шляхів; дуже рідко – диспное, фарингіт, синусит, риніт, трахеобронхіт, ларингіт, бронхоспазм.
З боку сечовидільної системи: порушення функції нирок, протеїнурія, олігурія, набряки.
Алергічні реакції: кропив’янка, висип, мультиформна еритема, фотосенсибілізація, ангіоневротичний набряк..
Інші: зменшення маси тіла, анафілактоїдні реакції, підвищення рівня азоту сечовини і креатиніну, ангіоневротичний набряк, артралгія / артрит, міалгія, пропасниця, гіперкаліємія, зміна активності ферментів, концентрації білірубіну, сечової кислоти, глюкози.

## Протипоказання
Гіперчутливість (набряк Квінке в анамнезі, пов’язаний з попередньою терапією інгібіторами АПФ, спадковий або ідіопатичний набряк Квінке); системний червоний вовчак, склеродермія (підвищений ризик розвитку нейтропенії або агранулоцитозу); пригнічення кістковомозкового кровотворення; гіперкаліємія; двобічний стеноз ниркових артерій, стеноз ниркової артерії єдиної нирки, трансплантація нирки; ниркова недостатність; гіпонатріємія (ризик дегідратації, артеріальної гіпотензії, ниркової недостатності), печінкова недостатність, первинний гіперальдостеронізм; вагітність, період лактації; діти до 15 років.

## Передозування
Симптоми: тяжка гіпотензія, шок, електролітні порушення, ниркова недостатність.
Лікування передозування залежить від способу та часу введення препарату, а також від типу та тяжкості симптомів.
Лікування: промити шлунок, прийняти активоване вугілля та сульфат натрію – бажано протягом 30 хв. Слід встановити моніторування та підтримку важливих функцій організму хворого в умовах інтенсивної терапії; при гіпотензії можна також ввести катехоламіни та ангіотензин II, покласти хворого на спину, ноги припідняти, вводити додаткові кількості рідини та натрію. Гемодіаліз - неефективний.

## Особливості застосування
Після прийому першої дози, а також при збільшенні дозування сечогінного засобу та/або раміприлу хворі повинні знаходитися протягом 8 год під наглядом лікаря, щоб уникнути розвитку неконтрольованої гіпотензивної реакції.
У хворих із серцевою недостатністю прийом препарату може призвести до розвитку вираженої артеріальної гіпотензії, що супроводжується олігурією або азотемією і зрідка – розвитком гострої ниркової недостатності.
Нижньою межею систолічного артеріального тиску для терапії у ранні терміни інфаркту міокарда вважається 100 мм рт.ст.
Хворі на злоякісну артеріальну гіпертензію або із супутньою тяжкою серцевою недостатністю повинні починати лікування в умовах стаціонару.
Перед початком і під час терапії інгібіторами АПФ необхідний підрахунок загальної кількості лейкоцитів і визначення лейкоцитарної форми (до 1 разу на місяць у перші 3 - 6 місяців лікування у хворих з підвищеним ризиком нейтропенії – при порушенні функції нирок, колагенозах або у тих, хто отримує високі дози, а також при перших ознаках розвитку інфекції). При підтвердженні нейтропенії (кількість нейтрофілів менше 2 000/мкл) терапію інгібіторами АПФ слід припиняти.
До і під час лікування необхідний моніторинг артеріального тиску, функції нирок, вмісту К+ у плазмі, контроль вмісту гемоглобіну у периферичній крові, вмісту К+, креатиніну, сечовини, контроль концентрації електролітів і печінкових ферментів у крові.
Необхідно дотримуватись обережності при призначенні препарату пацієнтам, які перебувають на малосольовій або безсольовій дієті (підвищений ризик розвитку артеріальної гіпотензії). У хворих із зниженим об’ємом циркулюючої крові (внаслідок терапії діуретиками), при обмеженні вживання солі, при проведенні діалізу, при проносі і блюванні можливий розвиток симптоматичної гіпотензії.
Транзиторна гіпотензія не є протипоказанням для продовження лікування після стабілізації артеріального тиску. У разі повторного виникнення вираженої гіпотензії слід зменшити дозу або відмінити препарат.
Не рекомендується застосування діалізних мембран AN69 разом з інгібіторами АПФ (через можливість розвитку у пацієнтів анафілактоїдних реакцій). Якщо в анамнезі є вказівки щодо розвитку ангіоневротичного набряку, не пов’язаного з прийомом інгібіторів АПФ, тоді у цих хворих існує підвищений ризик його розвитку при прийомі препарату.
Безпека та ефективність застосування у педіатричній практиці невідомі.
Під час лікування слід утримуватися від керування автотранспортом і видів діяльності, що потребують підвищеної концентрації уваги і швидкості психомоторних реакцій, оскільки можливо запаморочення, особливо після початкової дози інгібітору АПФ у хворих, які приймають діуретики. Слід дотримуватись обережності при виконанні фізичних вправ або під час спекоти через ризик дегідратації і артеріальної гіпотензії внаслідок зменшення об’єму рідини в організмі.
Не рекомендується вживати алкогольні напої під час лікування препаратом.
Перед хірургічним втручанням (включаючи стоматологію) необхідно попередити хірурга/анестезіолога про застосування препарату.
Хартил протипоказаний при вагітності, тому перед початком його застосування слід виключити вагітність хворого, а також слід запобігати настанню вагітності застосуванням адекватного методу контрацепції. Якщо пацієнтка планує мати дитину, вона повинна припинити прийом Хартилу та замінити його іншими антигіпертензивними препаратами. Якщо вагітність настане під час прийому препарату Хартил, його слід якнайшвидше (до закінчення першого триместру) замінити препаратом, що не містить інгібітор АПФ, щоб уникнути ризику ураження плода.

## Взаємодія з іншими лікарськими засобами
Гіпотензивні, сечогінні, опіоїдні аналгетики, засоби для наркозу підсилюють гіпотензивну дію. Нестероїдні протизапальні засоби (особливо індометацин), кухонна сіль послаблюють ефект. Індометацин та інші нестероїдні протизапальні засоби можуть протидіяти антигіпертензивній дії шляхом пригнічення синтезу простагландинів у нирках та/або внаслідок затримки натрію і рідини. За цими хворими слід ретельно спостерігати.
Циклоспорин, калійзберігаючі діуретики (амілорид, спіронолактон, тріамтерен), молоко, препарати калію, калієві домішки, замінники солі підвищують ризик розвитку гіперкаліємії.
Засоби, що спричинюють пригнічення кісткового мозку, підвищують ризик розвитку нейтропенії та/або агранулоцитозу з летальним кінцем.
При одночасному прийомі з препаратами літію підвищується їх концентрації в крові.
Посилює гіпоглікемічний ефект похідних сульфанілсечовини, інсуліну.
Підвищує ризик розвитку лейкопенії при одночасному застосуванні з алопуринолом, цитостатичними засобами, імунодепресантами, прокаїнамідом.
Посилює пригнічувальну дію етанолу на центральну нервову систему.
Естрогени послаблюють гіпотензивний ефект (затримують рідину).